# Sam Shields
Samuel George Shields III (Sarasota, 8 dicembre 1987) è un giocatore di football americano statunitense che gioca nel ruolo di cornerback nella National Football League (NFL). Al college giocò a football all'Università di Miami.

## Carriera professionistica

### Green Bay Packers
Shields era pronosticato per essere una scelta del settimo giro del Draft 2007 ma dopo essere stato arrestato per possesso di marijuana non fu selezionato e firmò un contratto al minimo salariale coi Green Bay Packers oltre a un bonus di 7.500 dollari.
Nella sua stagione da rookie, Shields fu il terzo cornerback nelle gerarchie della squadra dietro i veterani Charles Woodson e Tramon Williams. Disputò 14 partite e ne perse due per infortunio, mettendo a segno 27 tackle (22 solitari), 2 intercetti e 9 passaggi deviati. Nella prima gara della stagione contro i Philadelphia Eagles, Shields e il compagno Morgan Burnett divennero la prima coppia di defensive back rookie a partire come titolare dal 1970. defensive Il primo intercetto in carriera lo fece registrare nella partita contro i Dallas Cowboys, il secondo contro i New York Giants. Nei playoff, Shields aggiunse altri 13 tackle (otto solitari) 2 intercetti, un fumble forzato e un sack. Nella finale della NFC, Shields intercettò il quarterback dei Chicago Bears Caleb Hanie nell'ultimo minuto di gioco, consentendo ai Packers di qualificarsi per il Super Bowl XLV. In quella gara contro i Bears, Shields mise a segno due intercetti, un sack e un fumble forzato, l'unico rookie della storia a fare ciò in una gara di playoff e solo il quinto giocatore da quando la NFL iniziò a tracciare ufficialmente i sack come statistica nel 1982. Shields mise a segno 2 tackles nella vittoria dei Packers sui Pittsburgh Steelers nel Super Bowl XLV. Shields soffrì un infortunio alla spalla nel finale del secondo quarto e giocò pochi minuti nel secondo tempo.
Shields disputò tre gare come cornerback titolare nella stagione 2011, disputandone 15 in totale. Fece registrare 45 tackle, 4 intercetti e forzò un fumble. I Packers terminarono con il miglior record della lega ma non riuscirono a bissare il titolo dell'anno precedente, venendo eliminati nel secondo turno dei playoff dai Giants.
Durante la terza settimana della stagione 2012, nella gara tra Green Bay Packers e Seattle Seahawks, Shields fu spinto durante una controversa giocata dal wide receiver dei Seahawks Golden Tate nella stessa azione in cui segnò allo scadere il touchdown della vittoria di Seattle. La NFL in seguito comunicò che avrebbe dovuto essere fischiato un fallo di Tate ai danni di Shields, cosa che avrebbe consegnato la vittoria ai Packers. La stagione di Shields si concluse con 10 presenze (otto da titolare), con 28 tackle, un sack e tre intercetti.
Il primo intercetto della stagione 2013, Shield lo fece registrare nella settimana 3 contro i Cincinnati Bengals mentre il secondo nella settimana 13 contro i Detroit Lions, ma i Packers furono sconfitti in entrambi i casi. Due settimane dopo mise a segno un fondamentale intercetto su Tony Romo in trasferta contro i Dallas Cowboys coi Packers che passarono da uno svantaggio di 26-3 alla fine del primo tempo alla vittoria in rimonta per 37-36. Fu la prima vittoria di Green a Dallas dalla stagione 1989. Nell'ultima gara della stagione, Shields nei secondi finali della sfida coi Bears fu decisivo intercettando un passaggio di Jay Cutler diretto ad Alshon Jeffery, sigillando la vittoria che permise a Green Bay di vincere la propria division e di qualificarsi per i playoff.
L'8 marzo 2014, Shields firmò coi Packers un rinnovo contrattuale quadriennale del valore di 39 milioni di dollari, inclusi 12,5 milioni di dollari garantiti. Il primo intercetto stagionale lo fece registrare nella vittoria della settimana 4 al Soldier Field di Chicago. Un intercetto lo mise a segno anche nella finale della NFC contro i Seahawks, in cui i Packers furono sconfitti in rimonta quando si trovavano a un passo dal Super Bowl. Due giorni dopo fu convocato per il suo primo Pro Bowl al posto di Darrelle Revis, impegnato nella finalissima.
L'8 febbraio 2017 Shields fu svincolato dopo sette stagioni con i Packers.

### Los Angeles Rams
L'8 marzo 2018, Shields firmò con i Los Angeles Rams dopo essere rimasto fuori dai campi di gioco per tutta la stagione precedente per recuperare dalle commozioni cerebrali subite in carriera. Nella stagione regolare mise a segno 22 tackle e un intercetto, disputando tutte le 16 partite. di cui 2 come titolare. Nei playoff, i Rams batterono i Cowboys e i Saints, qualificandosi per il loro primo Super Bowl dal 2001, dove furono sconfitti dai Patriots. 

## Palmarès

### Franchigia
- Super Bowl : 1

Green Bay Packers: Super Bowl XLV
- National Football Conference Championship: 2

Green Bay Packers: 2010
Los Angeles Rams: 2018

### Individuale
- Convocazioni al Pro Bowl: 1

2014